# Sayonara (přehrávač)
Sayonara Player je svobodný a otevřený přehrávač zvuku pro Linux. Napsán je v programovacím jazyku C++, je založen na knihovně Qt a používá multimediální framework GStreamer. Je dostupný pro unixové operační systémy a je vydán za podmínek GNU General Public License.
Přehrávač je přehledný a rychlý. I když se jedná o lehký přehrávač, má mnoho vlastností, které jsou potřebné pro vedení velkých hudebních sbírek. Většina těchto funkcí je přitom obsažena ve známých funkcemi vybavených přehrávačích zvuku. Během vývoje Sayonary se ale hlavní pozornost (oproti realitě mnoha jiných přehrávačů) soustředila na výkon přehrávače, nízké zatížení procesoru a spotřebu paměti. Záměrem autora je, aby bylo ovládání přehrávače intuitivní, aby se snadno používal. U uživatele by nikdy neměl vzniknout dojem, že používá zbytečně nafouklý program, čímž by měl být schopen soutěžit s nejoblíbenějšími přehrávači hudby. Má mnoho funkcí, jako je knihovna, editor značek ID3, ekvalizér, rádio LastFM, odesílání informací zjištěných při přehrávání LastFM, nahrávání datového toku atd. 

## Správa knihovny
Knihovnu lze spravovat podle umělců, alb, žánrů nebo souborových cest. Sayonara obsahuje důmyslný editor značek, který pomáhá s udržením pořádku v hudební sbírce (knihovně). Lze mít více seznamů skladeb současně, uložit/přejmenovat/smazat je nebo je ukládat v běžných formátech pro seznamy skladeb. Jsou přítomny složitější knihovní moduly, jako je podpora pro SoundCloud nebo SomaFM.

## Přídavné moduly
Dále jsou tu některé užitečné moduly pomáhající vylepšit pohodlí posluchače. Některými ze zajímavých modulů jsou ekvalizér, řízení rychlosti přehrávání/výšky tónu, prolínač, záložky pro skladby a funkce vysílání.

## Zvukové záznamy
Lze nahrávat všechny skladby přenášené po internetu. Tyto jsou automaticky značkovány. Při poslechu obyčejných internetových záznamů se zobrazuje historie všech přehraných skladeb. Pokud internetové nebo zvukové záznamy obsahují nějaké údaje o členění do kapitol, Sayonara tyto informace použije, aby byla poskytnuta možnost rychlého skákání v těchto skladbách.

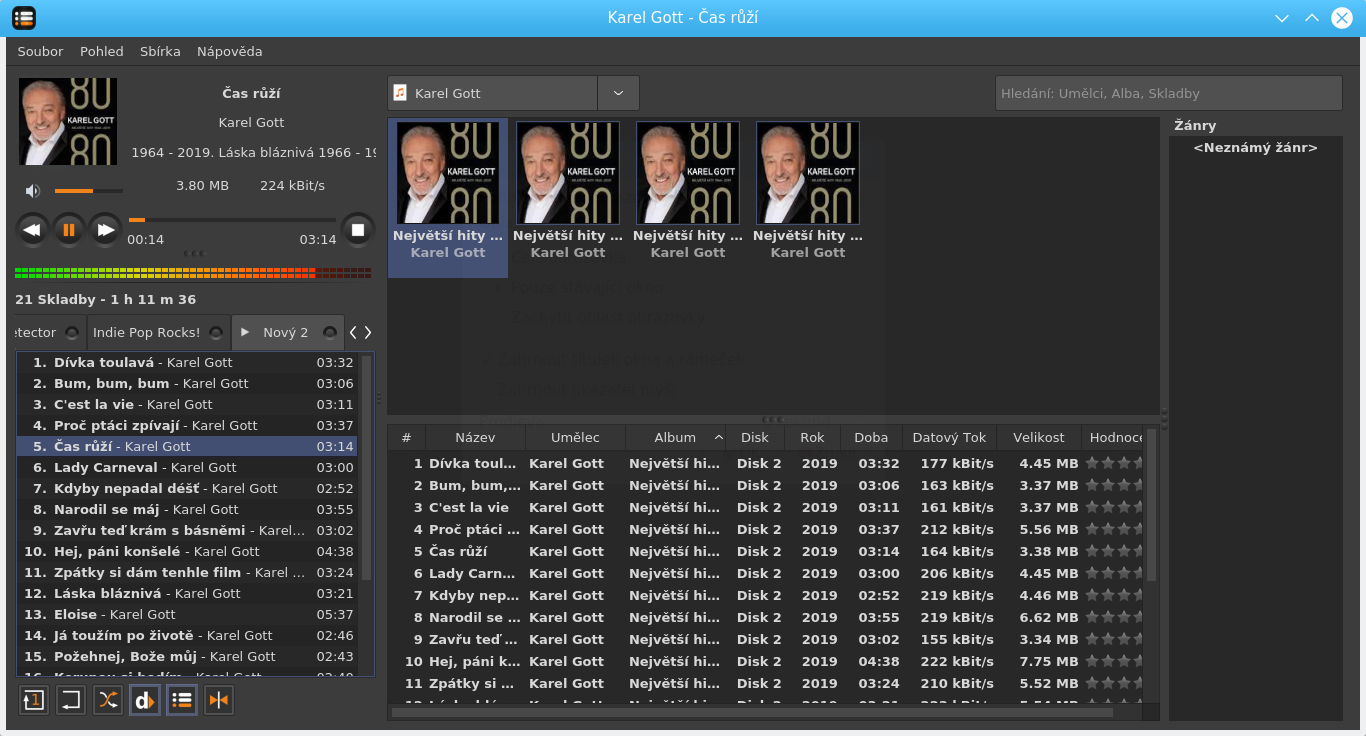
Tmavý vzhled. Hudební sbírka. Karel Gott: 80/80
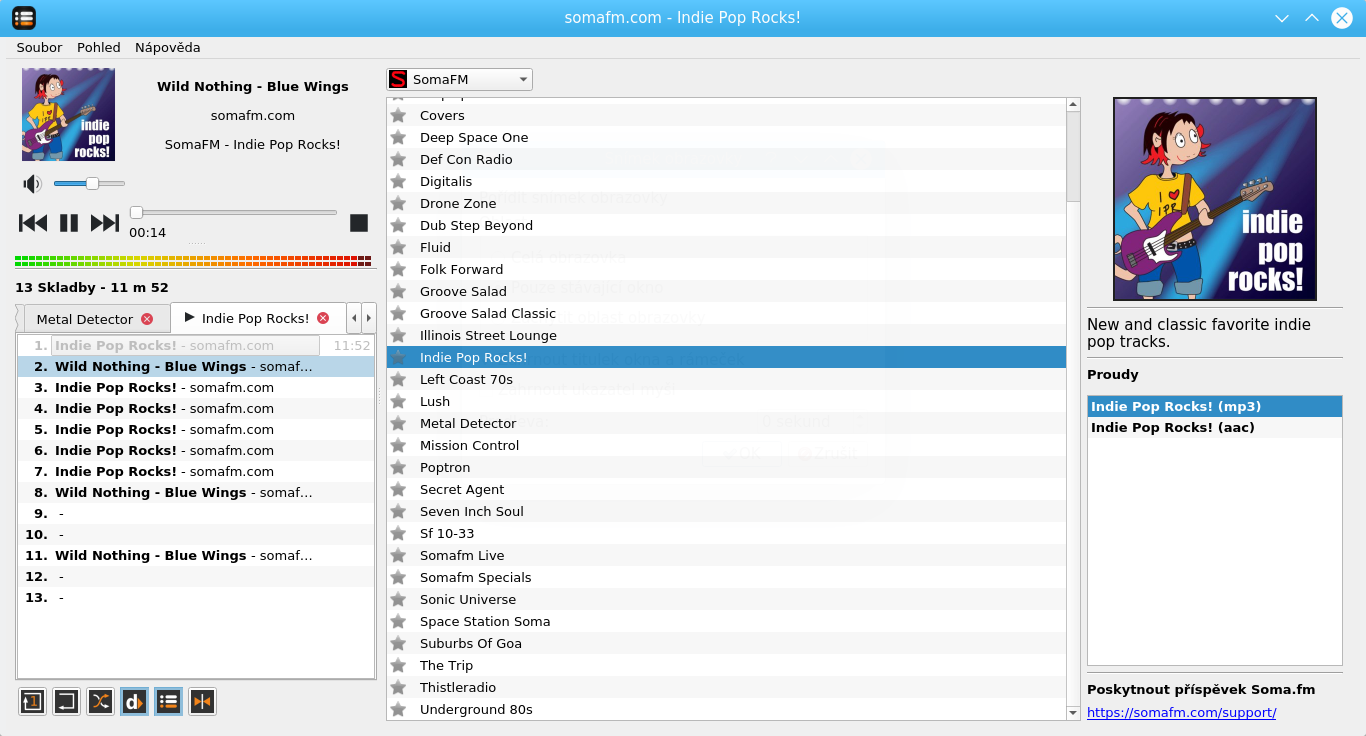
SomaFM. Indie Pop Rocks!

## Vlastnosti

### Hlavní vlastnosti
- Mnoho podporovaných formátů hudby a seznamů skladeb
- Hudební sbírka (knihovna) s vyhledávací funkcí
- Prohlížení adresářů
- Podpora pro vnější zařízení
- Uspořádání žánrů
- Prohlížení seznamů skladeb uspořádaných do karet
- Dynamické přehrávání
- Chytré seznamy skladeb

### Další vlastnosti
- Ekvalizér
- Prolínání
- Ovládání rychlosti přehrávání (a výšky tónu)
- Převaděč MP3
- Podpora pro udržování stejné hlasitosti (Replay Gain
- Různé oscilogramy (zobrazení úrovní)
- Spojité přehrávání (bez mezer)
- Editor popisných dat (včetně značek z cesty)
- Obaly
- Texty písní
- Vypínací funkce
- Přizpůsobitelný spektrální analyzér a měřič úrovní
- Dálkové ovládání

### Vlastnosti související s internetem
- Odesílání informací o přehrávaných skladbách Last.FM
- Podpora pro Soundcloud
- Podpora pro Soma.fm
- Internetové záznamy
- Nahrávač záznamů
- Záznamy zvuku (podcast)

### Vzhled
- Multimediální klávesy
- Začlenění do pracovní plochy (kompatibilní s DBus Mpris2)
- Zmenšení do oznamovací oblasti panelu
- Oznamování (OSD)
- Dva vzhledy (světlý a tmavý)[4][5] [6]